# Cyclocosmia siamensis
Cyclocosmia siamensis là một loài nhện trong họ Ctenizidae.
Loài này thuộc chi Cyclocosmia. Cyclocosmia siamensis được miêu tả năm 2005 bởi Schwendinger.